# Bebe Rexha
Bleta Rexha, mer känd som Bebe Rexha, född 30 augusti 1989 i Brooklyn i New York, är en amerikansk sångerska och låtskrivare av albanskt ursprung. Hon är mest känd som sångare i gruppen Black Cards som skapades av Pete Wentz. Hon är även känd för att ha skrivit Billboard Hot 100-hiten "The Monster" som framfördes av Eminem och Rihanna. Som soloartist är hon mest känd för låtarna "I Got You" , och hennes mest kända samarbeten är "Me Myself And I" (Med G-Eazy), "In The Name of Love" (Med Martin Garrix), och "Meant To Be" (tillsammans med Florida Georgia Line). 
Rexha föddes i stadsdelen Brooklyn i New York 1989. Hennes föräldrar är albaner, ursprungligen från Dibra (Debar) i Nordmakedonien. Hon började med musiken vid 4 års ålder och slog igenom i bandet Black Cards år 2010.

## Diskografi

### Album
- Expectations (2018)

### EP
- I Don't Wanna Grow Up (2015)
- All Your Fault: Pt.1 (2017)
- All Your Fault: Pt.2 (2017)

### Singlar
Som huvudartist
- "I Can't Stop Drinking About You" (2014)
- "I'm Gonna Show You Crazy" (2014)
- "Gone" (2014)
- "Me, Myself & I" (med G-Eazy) (2015)
- "No Broken Hearts" (med Nicki Minaj) (2016)
- "In the Name of Love" (med Martin Garrix) (2016)
- "I Got You" (2016)
- "F.F.F." (med G-Eazy) (2017)
- "The Way I Are (Dance with Somebody)" (med Lil Wayne) (2017)
- "Meant To Be" (med Florida Georgia Line) (2017)
- "Home" (med Machine Gun Kelly och X Ambassadors) (2017)
- "Push Back" (med Ne-Yo och Stefflon Don) (2018)
- "I'm A Mess" (2018)
- "Say My Name" (med David Guetta och J Balvin) (2018)
- "Last Hurrah" (2019)
- "Harder" (med Jax Jones ) (2019)
- "You Can't Stop the Girl" (2019)
- "Baby, I'm Jealous" (med Doja Cat ) (2020)

Som gästartist
- "Sink or Swim" (Pierce Fulton med Bebe Rexha) (2012)
- "Take Me Home" (Cash Cash med Bebe Rexha) (2013)
- "Hey Mama" (David Guetta med Nicki Minaj, Bebe Rexha och Afrojack) (2015)
- "All the Way" (Reykon med Bebe Rexha) (2015)
- "That's How You Know" (Nico & Vinz med Kid Ink och Bebe Rexha) (2015)
- "Battle Cry" (Havana Brown med Bebe Rexha och Savi) (2015)
- "Back to You" (Louis Tomlinson med Bebe Rexha och Digital Farm Animals) (2017)
- "Girls" (Rita Ora med Cardi B, Bebe Rexha och Charli XCX) (2018)
- "Say My Name" (David Guetta med Bebe Rexha och J Balvin) (2018)

Promo-singlar
- "That's It" (med Gucci Mane och 2 Chainz) (2017)
- "2 Souls On Fire" (med Quavo) (2018)
- "Ferrari" (2018)